# Олексієнко Мусій Петрович
Олексієнко Мусій Петрович (або Овсієнко) (17 листопада 1871 — 8 березня 1945) — український бандурист та торбаніст з Ромен. Вчитель Є. Адамцевича. Торбан Олексієнка зберігається в роменському краєзнавчому музеї.

## Біографія

### Дитинство та юність
Народився 17 листопада 1871 р. у селі Процівка, що пізніше злилося з Ромнами. Батько його рано помер, мати працювала хатньою робітницею в місті. Довелося звичайно зазнавати і злигоднів, але малий Мусій все ж успішно закінчив народне училище, а потім пішов працювати учнем до садівника при поміщицький садибі.
З раннього дитинства з'явилася в нього велика любов до музики та пісні. Все це в значній мірі перейшло від матері, яка мала гарний голос, любила співати народних пісень, яких знала безліч. Підлітку надзвичайно подобалась музика, яку часто слухав під вікном будинку, де грав на скрипці прибулий із Києва брат поміщиці, що вчився в одному з музичних закладів. Він помітив зацікавлення підлітка-садівника і запросив його до себе, почав навчати грати на скрипці, розуміти ноти. Тоді ж вітчим, який був неабияким майстром, виготовив йому скрипку.

### Навчання та початок музичної творчості
У 1892 р. М. П. Олексієнко поступив учнем телеграфіста на станцію Ромни Любаво-Роменської залізниці та незабаром освоїв цю професію. Ним і працював все життя. А ще постійно займався самоосвітою, дуже багато читав, особливо художню літературу, книги по історії, цікавився театральним мистецтвом, але найбільше любив народну та класичну музику, народні пісні.
Слухаючи гру кобзарів, які часто бували на роменських ярмарках, Мусій Петрович зацікавився їх ремеслом, купив стару бандуру і скоро вивчився грати на ній і від багатьох народних співців засвоював, розширював свій власний репертуар. Ще з молоду почав записувати ноти та слова пісень і дум. Мусій Петрович дорожив своїм пісенним скарбом. Свої записи він розпочав із пісень, котрі співала його рідна матінка, від різних літніх людей, чия пам'ять зберегла старі народні пісні. А ще спеціально подорожував селами Роменщини, розшукував співаків, що тримали в пам'яті багато пісень та записував слова і ноти.
Через все життя проніс М. П. Олексієнко любов до історії, літератури, театру, але найбільше — любов до музики. Грати любив за будь-яких обставин, окрім скрипки опанував гру на гітарі, мандоліні, духових інструментах. У вільний від основної роботи час він заробляв на прожиття, настроюючи роялі та піаніно в сім'ях заможних городян, а ще купував ноти, книги, музичні інструменти.
Перша вистава, як повідомляв журнал «Київська старовина», відбулася в лютому 1899 р. Любителями тоді була поставлена «Наталка-Полтавка» Котляревського. Після вистави народний хор Процівки виконав кілька творів Миколи Лисенка. Повідомляючи про цю виставу, журнал відзначив прекрасну гру кількох селян і, насамперед, М. Олексієнка.

### У період перших визвольних змагань
Особливо великого розмаху набрала творчість кобзаря в період визвольних змагань 1917–1921 рр., коли активізувалось театральне мистецтво, освітній і національний рух. У цей час він повертається до Ромен із станції Ромодан, на якій працював, і активно включається в мистецьке життя міста.
В ті роки в цьому невеличкому провінційному містечку діяли кілька театральних колективів, багато аматорських гуртків, утворених місцевими «Просвітами» та іншими культурно-мистецькими товариствами і гуртками. Тоді ж в місті була утворена мандрівна капела імені Леонтовича, що пізніше реорганізувалась у професійний
колектив, який гастролював не лише по Україні, але й далеко за її межами.
М.Олексієнко в ці роки виступає з бандурою в роменському Народному будинку, в процівському сільському театрі, на численних ярмарках, що так часто проводилися в Ромні та в багатьох навколишніх селах. У цей буремний час він знайомиться і підтримує творчі зв'язки із славетною Ганною Петрівною Затиркевич-Карпинською, скульптором і режисером одного з роменських театрів Іваном Кавалерідзе, майбутніми відомими акторами, а тоді ще аматорами Степаном Шкуратом, Іриною Воликівською, Василем Яременком та багатьма іншими творчими особистостями, що в ті роки жили в Ромні.
Особливо пам'ятним став для роменського кобзаря Мусія Олексієнка жовтень 1918 р., коли І. П. Кавалерідзе завершив спорудження першого монументального пам'ятника Тарасу Шевченку. В урочистому концерті, що відбувся того дня, виступав і він: сольно, з бандурою, в хорі під час театральної вистави. Запам'ятався цей день для бандуриста ще й тим, що відбулася його зустріч із 92-річним приятелем Тараса Шевченка Григорієм Станіславовичем Вашкевичем, котрий у той час жив поблизу Ромен на своєму хуторі в с. Шумську. Талановита гра місцевого музики справила велике враження на старого Г. Вашкевича. Розчулений дідусь запросив після того пам'ятного концерту на свій хутір аматорів-акторів і кобзаря, де вручив тоді М. Олексієнку торбан Т. Шевченка. До 1935 р. зберігав він цей торбан (і не просто зберігав, а грав на ньому), а потім передав Шевченкову пам'ятку до Роменського краєзнавчого музею.

### За часів УРСР
Мусій Олексієнко не лише добре грав на багатьох музичних інструментах, але, водночас, був і чудовим вчителем. Багатьох юнаків в Ромні він навчив грати на скрипці, гітарі, на різних духових інструментах, довгий час керував у Процівці біля Ромен оркестром народних інструментів, котрий успішно виступав не лише в його рідному селі, але й у багатьох містах і селах округи.
Своїм численним учням (а серед них були й діти самого кобзаря) Мусій Петрович Олексієнко передав у спадок любов до народної музики, до української народної пісні. Він віддавав увесь свій великий талант, досвід і знання, щоб з них вийшли прекрасні люди і музики. Серед синів особливо слід згадати Олександра і Миколу, які успадкували від батька його хист і любов до музики. Вони вміло грали в духовому оркестрі 21-го стрілецького полку, що дислокувався в довоєнні роки в Ромнах.
Незадовго перед Другою світовою війною старший син роменського бандуриста Олександр, який керував оркестром в одній з військових частин, забрав їх до Ленінграду, щоб спробувати їх видати. Але розпочалася війна і разом із сином кобзаря вони загинули у лихолітті війни в блокованому місті. Лише мізерна частина їх нині збереглася. Мусій Олексієнко брав якнайдіяльнішу участь у просвітньому драматичному гуртку, який виник в кінці минулого століття в селі Процівці і в який увійшли процівські селяни-любителі.
Останні роки життя кобзаря припали на суворі воєнні роки. Давалися взнаки два роки окупації, хворе серце боліло за синами, що перебували на фронті та в евакуації. Запізніла вістка про загибель старшого Олександра остаточно підірвала його здоров'я. Не стало Мусія Петровича Олексієнка 8 березня 1945 р. Тоді ж його й
було поховано на одному з роменських міських цвинтарів.

## Наставництво Адамцевича
Серед його учнів було багато бандуристів, зокрема, роменські кобзарі Іван Петренко, Іван Бедрін та інші. Але найкращим учнем з-поміж них був славетний Євген Адамцевич. Сини кобзаря Олексієнка розповідали, що добре пам'ятають той день, коли до них з товаришем завітав тоді ще молодий Євген і попросив батька заграти на бандурі. Мусій Петрович заграв і заспівав для них кілька народних жартівливих пісень та думу «Про трьох братів Азовських», які втікали з турецької неволі. Тоді сліпий юнак почав прохати його, щоб він навчив його грі на бандурі. Спочатку Мусій Петрович вагався, бо дуже важко вчити незрячого, однак погодився. Учень виявився надзвичайно здібним і наполегливим, за що його полюбив учитель, віддавав йому багато часу і терпіння, а до того ж ще й вчив безкоштовно.